# Madeleine de Bavière
Madeleine de Bavière (1587–1628) est la fille de Guillaume V de Bavière et de Renée de Lorraine. En 1613 elle se marie à Wolfgang-Guillaume de Neubourg, leur fils est Philippe-Guillaume de Neubourg.